# Grotta Verde
La grotta Verde, conosciuta anticamente come grotta dei Turchi, è una cavità ubicata nel versante meridionale dell'Isola di Capri, in Campania, nota soprattutto per il colore dell'acqua nel suo interno che, a causa di particolari giochi di luce, assume il colore verde.

## Storia

La grotta Verde era molto famosa già all'inizio del XX secolo. Nell'immagine è raffigurata una cartolina del Novecento.

La grotta Verde è conosciuta sin dal XVI secolo, durante il quale l'isola fu ripetutamente sottoposta ad attacchi nemici; sono tristemente noti per aver attaccato l'isola, per esempio, il pirata Dragut e il corsaro Khayr al-Din detto Barbarossa, che distrusse l'omonimo castello.
Nel Cinquecento, molto probabilmente, all'interno della cavità si appostavano i corsari nemici con i loro bastimenti per saccheggiare di sorpresa le imbarcazioni che passavano.
A causa di questi eventi che ebbero luogo in loco la cavità assunse inizialmente il toponimo di grotta dei Turchi, poi sostituito da quello odierno.
La grotta divenne famosa soprattutto a partire dal XIX secolo, durante il quale si diffuse l'abitudine di fare il giro in barca dell'isola. La grotta Verde, insieme alla grotta Azzurra e ai celebri Faraglioni, diventò quindi un'attrazione dell'isola.

## Caratteristiche

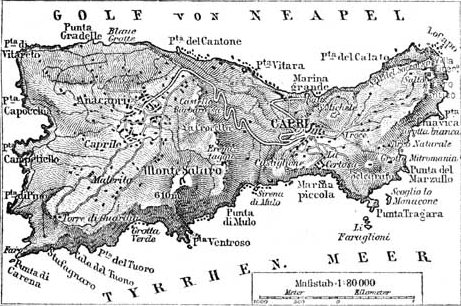
Cartina realizzata dai curatori dell'enciclopedia tedesca Meyers Konversations-Lexikon. È indicata la posizione della grotta Verde (sulla sinistra, in basso).

### Struttura
La cavità ha due aperture, dette convenzionalmente soglie (soglie subacquee se sommerse); quella occidentale è situata a quattro metri sotto il livello del mare, mentre quella orientale è al livello del mare ed è alta sette metri.
Le pareti della caverna, ampliatesi in seguito a frane, presentano un andamento irregolare a causa della particolare stratificazione rocciosa.

### La luce verde
La caratteristica principale della grotta è tuttavia l'intensa colorazione verde smeraldo assunta dal mare al suo interno. Questo particolare gioco di colori è dovuto alla luce che penetra nella soglia subacquea, avendo (come già accennato) la cavità due aperture. La tonalità verde assunta dall'acqua all'interno dell'antro, tuttavia, può variare nelle diverse ore del giorno e al cambiare delle condizioni atmosferiche.

## Geologia
La grotta Verde, classificata dagli speleologi come secondaria (ovvero prodotta, per fenomeni distruttivi, successivamente alla formazione della roccia madre), è composta dalla roccia sedimentaria più antica di Capri, la dolomia, un aggregato di carbonato di calcio e magnesio risalenti a 190 e 130 milioni di anni fa.
La cavità, inoltre, è una grotta d'erosione marina; la stessa è infatti dovuta all'erosione meccanica del moto ondoso sui punti della grotta che risultavano più fragili a causa di fenditure o fratturazioni e all'attacco chimico del mare.